# مونيكا هنزنجر
مونيكا هنزنجر (بالإنجليزية: Monika Henzinger)‏ (ولدت يوم 17 أبريل 1966 في فايدن إن در أوبربفالز) وهي عالمة ألمانية في مجال الكمبيوتر، ومديرة سابقة للأبحاث في جوجل. وهي حاليا أستاذ في جامعة فيينا. تعتبر خبرة مونيكا على الخوارزميات وهياكل البيانات، نظرية اللعبة الخوارزمية، استرجاع المعلومات، خوارزمية البحث والتنقيب في البيانات. وهي متزوجة من توماس هينزينغر ولديها ثلاثة أطفال.

## عملها
أكملت الدكتوراه في عام 1993 من جامعة برينستون تحت إشراف روبرت تارجان. ثم أصبحت بعد ذلك أستاذًا مساعدًا لعلوم الكمبيوتر في جامعة كورنيل، وهي موظفة أبحاث في شركة ديجيتال إكوبمينت، وأستاذة مساعدة في جامعة سارلاند، ومديرة الأبحاث في جوجل، وأستاذة لعلوم الكمبيوتر في مدرسة لوزان الاتحادية للفنون التطبيقية. وهي حاليا أستاذة في علوم الكمبيوتر في جامعة فيينا، النمسا.

## الجوائز التي حصلت عليها
- 1995: جائزة NSF [12]
- 2001: جائزة أفضل 25 امرأة في الويب
- 2004: جائزة الباحث الأوروبي الشاب [13]
- 2009: زمالة أولغا تاوسكي باولي[14]
- 2010: عضوة في "Junge Kurie" في الأكاديمية النمساوية للعلوم
- 2013: دكتوراه فخرية من جامعة دورتموند التقنية، ألمانيا
- 2013: جائزة من مجلس البحوث الأوروبي
- 2013: تم انتخابها في أكاديميا يوروبا[10][15]
- 2014: واحدة من عشرة زملاء الذين قاموا بافتتاحية للجمعية الأوروبية لعلوم الكمبيوتر النظرية [16]
- 2014: منتخبة في الأكاديمية الألمانية للعلوم ليوبولدينا[17]
- 2017: زميلة لجمعية ماكينات الحوسبة [18]

## وصلات خارجية
- Google scholar profile
- Home page